# Damian King
Damian King é um bodyboarder australiano, bicampeão mundial do esporte (em 2004 e 2005). 